# 諾娃貝爾多基國家公園
諾娃貝爾多基國家公園是西部非洲國家剛果共和國的國家公園，位於該國北部，佔地3,921平方公里，成立於1993年，野生動物有西部低地大猩猩、黑猩猩、紫羚、疣猴、豹、藍麂羚等。